# Klinisches Arbeitsplatzsystem
Ein Klinisches Arbeitsplatzsystem (KAS) stellt als Frontend den dezentralen Informationszugriff in seiner gesamten Funktionalität für das Krankenhauspersonal am jeweiligen Arbeitsplatz bereit.
Definiert man ein Krankenhausinformationssystem (KIS) als „die Gesamtheit aller informationsverarbeitenden Einheiten zur Bearbeitung medizinischer und administrativer Daten im Krankenhaus“, so schließt dies alle Computerprogramme, Personen und nicht edv-basierte Informationssysteme eines Krankenhauses ein. Das KAS ist demnach ein Bestandteil des KIS.
Neben der akademischen Definition von KAS und KIS werden die Begriffe von der Industrie für die verschiedenen klinischen Informationssysteme unscharf verwendet. Dabei wird der Begriff KIS heute eher für ein Abrechnungssystem mit Patienten-Daten-Verwaltung verwendet, während der Begriff KAS für das Frontend auf Station eingesetzt wird. Früher wurden KAS auch als Stationssysteme oder Arztarbeitsplatzsysteme bezeichnet.
In der akademischen Definition bilden Satelliten oder Serverfunktionen für spezielle Teilmengen der klinischen Informationen oder als dezentrale Lösungen für Abteilungen, wie
- Patientendatenmanagementsysteme (PDMS),
- Pflegedokumentationssysteme
- OP-Planungssystem,
- Befundserver

in beliebiger Kombination und Struktur als Datenbankserver jeweils die Informationsquellen zur Präsentation und zum lesenden und schreibenden Zugriff für jeden Klinischen Arbeitsplatz.
In der Spezialisierung der Softwaresysteme zeichnen sich Klinische Arbeitsplatzsysteme vor allem durch Allgemeingültigkeit des Informationsangebots für den allgemein versorgenden Einsatz in einem Krankenhaus aus. Dabei können spezialisierte Systeme, wie zum Beispiel PDMS in speziellen Funktionsbereichen wie zum Beispiel der Intensivmedizin oder der Anästhesie eine möglichst zugeschnittene Funktionalität anbieten.

## Mobile Arbeitsplätze
Viele Prozesse der Betreuung, Befundung, Diagnose und Therapie sind nicht an eine feste oder gar sitzende Position des Klinikmitarbeiters gebunden. Insbesondere die Visite als klassischer Kommunikationsprozess ist eine mobile Veranstaltung. Daher gibt es zahlreiche Lösungen, den Arbeitsplatz zum Ort der Handlung zu rollen. Durch drahtlose Kommunikation sind damit keine Einschränkungen des Netzwerkzugangs mehr verbunden. Hingegen ist die große Masse eines rollenden Stehpultes eher hinderlich.

## Mobile Unterstützung
Kurze Kommunikation mit geringem Datenvolumen wird in neueren Lösungen auf Smartphones und Tablet-PCs oder anderen Thin Clients abgebildet, so dass der Klinikmitarbeiter den Zugriff ohne weiteres Gepäck erreicht.
Je nach Anzeigebedarf kann der Mitarbeiter dazu das Arbeitsgerät wechseln, ohne sich neu authentisieren zu müssen oder sich alternativ ebenso wieder an einen PC-Arbeitsplatz setzen, der alle Anforderungen der Arbeitsstättenverordnung erfüllt.

## Kritik an bekannten Lösungen
Bei residenten Systemen ist die für den Prozess des Behandelns erforderliche Information nicht unmittelbar am Ort der Aktion verfügbar.
Bei mobilen Lösungen wird die mobile Komponente zum Träger einfacher oder gar riskanter nosokomialer Infektionskeime. Das gilt insbesondere bei Verwenden von offenen Tastaturen und bei ungeregeltem Benutzen privaten Geräts in der unmittelbaren Umgebung der Patienten.
Bei einfacher Authentifizierung ist gegen den Übergang eines Zugriffs auf einen anderen Benutzer allein durch Zeitschranken nicht hinreichend gesichert.